# スカイダイビングの事故の一覧
スカイダイビングの事故の一覧（スカイダイビングのじこのいちらん）は、日本国内および世界でのスカイダイビングで起こった主要な事故の一覧。スカイダイビングは狭義ではスポーツとなるが、ここではスポーツに限らず、パラシュートを用いたり、高高度から生身に近い状態で人間が降下時に起こした事故も扱う。

## 1900年以前
1837年7月24日 - イギリス
場所 :
被害 : 死亡1
事故概要 : 発明家であったロバート・コッキングは自身の改良を加えたパラシュートを使い、気球から降下するデモンストレーションを行った。高度1,500mで切り離したが、降下速度が速くなり墜落。死亡した。
外部資料 :

## 1900年代前半
1910年7月9日 - イギリス
場所 : コヴェントリー
被害 : 死亡1
事故概要 : 女性スカイダイバーであるエディス・クックは、コヴェントリーで気球からのスカイダイビングを行った。強風にあおられて工場の屋根にパラシュートがひっかかり、裂けて、転落。7月14日に死亡した。
1912年2月4日 - フランス
場所 : パリ、エッフェル塔
被害 : 死亡1
事故概要 : フランツ・ライヒェルトは自分の発明品であるパラシュートのような外套をデモンストレーションするために、エッフェル塔のデッキ（高さ60m）から飛び降りた。しかし、外套は開傘せず、地面に激突。死亡が確認された。
1944年9月2日 - 日本
場所 : 小笠原諸島の海上
被害 : 死亡2、軽傷1
事故概要 : 後に第41代アメリカ合衆国大統領となるジョージ・H・W・ブッシュは、第二次世界大戦中、海軍パイロットであった。1944年9月2日、小笠原諸島をTBM アヴェンジャーにて出撃し爆撃成功後に、被弾。ブッシュはパラシュートで脱出し生還。しかし同乗者2名はパラシュートが開かず墜落死した。その時、楽しむために再びパラシュート降下をしようと誓いをたて、1997年3月26日にアメリカ大統領経験者として初めてスカイダイビングを行った。
外部資料 : “Lieutenant Junior Grade George Bush, USNR”.   Naval Historical Center (2001年4月6日). 2014年9月21日閲覧。
1944年11月24日 - 日本
場所 : 千葉県八街町（当時）
被害 : 死亡1
事故概要 : この日、東京はサイパン島から発進したB-29による初めての爆撃を受ける。迎撃のために出動した海軍のパイロット山本旭は操縦席後部に被弾し、パラシュート降下を試みたが開傘せず墜死した。

## 1950年代～1970年代
1959年11月16日 - アメリカ
場所 :
被害 : 不明
事故概要 : 当時、アメリカ空軍は航空機乗組員が成層圏から機外脱出の可能性確認の実験「プロジェクト・エクセルシオ」を行っていた。その最初の実験で被験者のジョゼフ・キッティンジャーは、ヘリウム気球のゴンドラで高度23,300 mから降下。スピン対策用のパラシュートが早く開きすぎたため、体がスピンした。これによりキッティンジャーは意識を喪失したが自動的に高度3,000mで減速パラシュートが展開したため命に別状は無かった。
1967年4月24日 - ソビエト連邦
場所 :
被害 : 死亡1
事故概要 :  アメリカとの宇宙開発競争を急ぐソビエト連邦は、多数の問題を抱えていたソユーズ1号の有人飛行を強行した。ウラジーミル・コマロフを乗せたカプセルは操作不能のまま大気圏に突入。パラシュートは、「想定した通り」に開かず、地面に激突し死亡。
1967年8月27日 -  アメリカ
場所 : オハイオ州エリー湖上空
被害 : 死亡16
事故概要 :  オハイオ州オートナー空港に集合した20人のスカイダイバーがB-25に搭乗し、地上2万フィート（6,100m）からスカイダイビングをする予定だった。 しかし当日は雲が多くて視界も良くなく、雲中にダイビングする格好で雲をやっと抜けたら降下予定地点を大きく外れたエリー湖に着水。参加者には熟練者が多かったにもかかわらず、16人が死亡しスカイダイビングの事故としては最悪の惨事となった。
降下写真を撮影するため相前後して離陸したセスナ機とB-25を航空管制が混同して間違った現在位置を告げたのが原因。
1969年12月15日 - 日本
場所 : 埼玉県桶川町（当時）
被害 : 死亡1
事故概要 : 日本で初めてのスポーツ・スカイダイビングでの死亡事故。セスナで、高度700mから降下したところ、パラシュートが開かず墜落。死亡者はスカイダイビング6回目だった。
1970年8月27日 - 日本
場所 : 宮城県大和町、陸上自衛隊王城寺演習場
被害 : 死亡1
事故概要 : 陸上自衛隊の空挺訓練でV-107に搭乗し、高度2,200mから降下。習志野第一空挺団所属の三曹のパラシュートが開かず墜落し、地面に激突。まもなく死亡。
1971年5月17日 - 日本
場所 : 埼玉県川島町
被害 : 死亡1
事故概要 : この日、セスナ機をチャーターし7名でスカイダイビングをしていた。午後12時30分ごろ、カナダ人男性のパラシュートが開かず墜落し、地面に激突。死亡。
1971年11月24日 - アメリカ
場所 : ワシントン州とオレゴン州の境界、コロンビア川付近
被害 : 行方不明1
事故概要 : ノースウエスト航空の11便がダン・クーパーを名乗る男にハイジャックされた。シアトル・タコマ国際空港に緊急着陸後、身代金・パラシュートと乗客全員・一部客室乗務員を交換したあと、再離陸。ボーイング727の後部ドアより身代金とともにパラシュート降下した（D.B.クーパー事件）。犯人は行方不明、事件も未解決である。
1972年1月26日 - チェコスロバキア
場所 :
被害 : 重体1
事故概要 : デンマークのコペンハーゲンからユーゴスラビアのザグレブへ向けて飛行していた、JATユーゴスラビア航空367便がテロリストにより仕掛けられた爆弾が炸裂し空中分解（JATユーゴスラビア航空機爆破事件）。この旅客便で客室乗務員の ヴェスナ・ヴロヴィッチ（当時22歳）は、巡航高度の約10,000mからパラシュートなしで落下したが奇跡的に一命を取りとめた。
1972年3月31日 - 日本
場所 : 群馬県千代田村、利根川
被害 : 死亡1
事故概要 : 午後5時ごろ、スカイダイビングのため大学生2名と高校生が大西飛行場を離陸したセスナ機から飛び立った。高度1,000mから利根川河川敷を目標とした降下を開始。最後に降下を始めた高校生はパラシュートが流されて、利根川の中央付近の水深3m程度の場所に降下着水。この日の夜、警察や消防団300人が捜索したが発見できなかった。4月23日に埼玉県羽生市付近で投網をしに来ていた男性が遺体を発見した。
1974年8月11日 - 日本
場所 : 山形県東根市、山形空港
被害 : 死亡1
事故概要 : 山形空港の開港10周年記念のイベント「山形空港まつり」のアトラクション披露で起きたスカイダイビングの死亡事故。セスナ3機に3人ずつ分乗し、発煙筒を焚きながら降下してくる予定だった。高度600mで2名のパラシュートが絡みあう事態になった。両名ともメインのパラシュートを切り離し、予備のパラシュートを開こうとした。1人の予備パラシュートは開いたが、もう1人のスカイダイバーの予備パラシュートが開かないまま墜落、死亡。
~!
1975年9月14日  - 日本
場所 : 茨城県、龍ヶ崎飛行場付近
被害 : 重傷2、軽傷1
スカイダイビングの訓練のためスカイダイバー3名（訓練生2名とインストラクター）と機長が乗ったセスナ機が高度約850m（2,800フィート）で2番目に降下する訓練生が降下準備に入ったところ、インストラクターの予備パラシュートが予期せず開いた。この勢いでインストラクターと訓練生1名が機外に。インストラクターはそのまま予備パラシュートで降下し着地。しかし訓練生が機外に放り出された直後にメインのパラシュートが開き、これがセスナ機の右主車輪に引っかかった。セスナ機は急旋回を始め、訓練生を吊り下げたまま飛行場近くの乾田に墜落し、大破。機長と訓練生が重傷。インストラクターも軽傷を負った。
外部資料 : “日本フライングサービス株式会社所属セスナ式172G型JA3261に関する航空事故報告書” (PDF).   航空事故調査委員会 (1976年1月29日). 2014年9月21日閲覧。

## 1980年代
1980年10月5日 - 日本
場所 : 福井県坂井町
被害 : 死亡1
事故概要 :福井空港からスカイダイビングクラブの仲間5人とチャーターしたセスナ機で飛び立ち、 高度2000mから4名が降下開始。そのうち航空自衛官であった一人のスカイダイバーのメインパラシュートと予備のパラシュートが開かず、田んぼに墜落、即死。この日は、快晴で風速7.5m/sだった。
1982年8月15日 - アメリカ
場所 : カリフォルニア州リバーサイド郡レイク・エルシノ
被害 : 死亡1
事故概要 : 日本人高校生がスカイダイビングのため、この日の午後6時20分ごろ高度約4,000mから降下。メインパラシュートが開かず、予備のパラシュートは地上から約30m付近で開いたが、十分減速できずに地上に墜落し、死亡した。事故にあった高校生は、父親もスカイダイバーだった。死亡した高校生はスカイダイビングのライセンス取得のために、夏休みを利用してアメリカに短期留学をしていた。7月21日にスクールに入校し、8月13日に卒業資格を取得していた。
1982年10月31日 - 日本
場所 : 埼玉県桶川市
被害 : 死亡1
事故概要 : 同日の昼よりスカイダイビング・クラブの会員10人でセスナ機を借りてスカイダイビングの訓練をしていた。午後3時過ぎ、高度2000mからのダイビングで、プライベートで参加していた自衛官のメインのパラシュートと予備のパラシュートが開かず墜落、即死した。
1983年11月27日 - 日本
場所 : 埼玉県加須市、利根川
被害 : 死亡1
事故概要 : 日本学生パラシュート連盟の合同訓練で、防衛大学のパラシュート部員の学生が、セスナ機から高度約840mで降下。パラシュートは正常に開いたが、風にあおられ、また操作がうまくいかずに利根川河川敷の降下目標から離れ、川の中に着水。見守っていた学生が救助に向かったが、間に合わず水死した状態で発見された。
1986年3月9日 - 日本
場所 : 埼玉県桶川市
被害 : 死亡1、軽傷1
事故概要 : この日、5人でほぼ同時にスカイダイビングのために、高度約3,800mから降下。全員パラシュートは開いたが、2名のスカイダイバーが交差し、パラシュートがからまる。このうち一人のスカイダイバーは、この直後にメインパラシュートを外して落下。地上に激突、死亡した。またスカイダイビング事故として日本国内で初めて書類送検される事故となった。
1988年4月2日 - アメリカ
場所 : ノースカロライナ州フランクリン郡
被害 : 死亡1
事故概要 : ダイビングスクール所属のカメラマンが、生徒とインストラクターのタンデム降下を記録するため高度約3,200メートルから二人と共に飛び降りたが、パラシュートを着け忘れたため地面に激突し死亡。カメラマンが所持していたVTRは衝撃で破壊されたが、テープを修復したところ、インストラクターたちがパラシュートを開いた後、カメラマンがパラシュートが無いことに気づいて悲鳴を上げる様子が激突直前まで記録されていた。カメラマンは800回以上のダイビング歴を持つベテランだった。捜査の結果、事件性は否定され、カメラマンが重い機材に気を取られたか、疲労によりパラシュートを着け忘れたと判断された。事故の映像はテレビでも取り上げられ、日本でも「世界の決定的瞬間」において音声抜きで放送された。

## 1990年代
1991年8月17日 - 日本
場所 : 埼玉県川島町
被害 : 軽傷1
事故概要 : 午後6時すぎ、スカイダイバー4名が軽飛行機から高度1,500mで降下開始。空中でそれぞれ下のダイバーのパラシュートのロープに足をかけ、縦に並ぶ隊列を組んだ。しかし地上から600mのところでそのうち1名のダイバーのパラシュートの一部が突然しぼんで、他のダイバーのパラシュートと接触し絡まった。接触されたダイバーはパラシュートを直ちに切り離して、予備のパラシュートを開き無事に着陸。もう一人のダイバーはそのまま墜落。落ちた場所が水田で前日の雨でぬかるんでいたことが幸いし、打撲で済んだ。
1991年10月20日 - 日本
場所 : 熊本県多良木町
被害 : 重傷1、軽傷1
事故概要 :熊本県多良木町の役場で開かれた「ふるさと恵比寿祭」の開会式のイベントでスカイダイビングで降下してきたダイバーが観客席に突っ込む。ダイバーと衝突した1人が頭蓋骨骨折、別の1人が打撲を負った。
1993年8月7日 - ニュージーランド
場所 : ネーピア
被害 : 軽傷1
事故概要 : 高度1,100mからスカイダイビングした男性が、メインパラシュートも予備のパラシュートも開かず、飛行場近くの池に墜落。左目の近くに軽い切り傷だけで、無事だった。
1993年11月21日 - アメリカ
場所 : マサチューセッツ州ノーザンプトン空港
被害 : 死亡4, 重傷1
事故概要 : ノーザンプトン空港から離陸し、高度2,400mから降下したスカイダイバーに、4人を載せた単発の軽飛行機が接近。それに気がついたスカイダイバーが回避を試みたが、衝突。軽飛行機は尾翼に異常をきたして、きりもみ状態で空港近くの森に墜落し、4人全員が死亡。一方、衝突したスカイダイバーは、パラシュートが開き、一命をとりとめた。
1997年7月21日 - 日本
場所 : 栃木県藤岡町、渡良瀬遊水地内のゴルフ場
被害 : 軽傷1
事故概要 : 高度900mでメインのパラシュートを開こうとしたが開かず。予備のパラシュートを開いたところ、遅れて開いたメインのパラシュートがほぼ同時に開いて、絡まった。きりもみ状態でゴルフ場内の排水路に落下。幸い打撲で済んだ。
1997年11月30日 - 日本
場所 : 茨城県阿見町、阿見飛行場付近
被害 : 死亡1
事故概要 : 陸上自衛隊第一空挺団所属の自衛官がスカイダイビングのサークル仲間とプライベートでのスカイダイビングを楽しんでいた。高度900mから降下、パラシュートは開いたが、地上近くで操作不能に陥る。そのままバランスを崩し、急降下。地面に全身を強打して間もなく死亡。事故当時は晴れ、地上の風速は2〜3m/s。日本航空協会の落下傘降下士B技能証を取得済みで、この事故を起こした時点での降下回数は100回で、中級者だった。
1997年12月20日 - 日本
場所 : 群馬県千代田町、スカイダイビング降下場の上空
被害 : 軽傷1
事故概要 : スカイダイビング訓練のため館林市の大西飛行場を離陸したセスナ機から、スカイダイビングを始めて2回目の練習生が降下開始。直後に練習生の左肘とセスナ機の右水平安定板が接触。インストラクターは初心者には不向きと思われる降下方法を指示していた。練習生は軽傷。セスナ機は安定板が変形し、中破。
外部資料 : “航空事故報告書” (PDF).   航空事故調査委員会 (1999年3月4日). 2014年9月21日閲覧。
1999年10月24日 - 日本
場所 : 石川県津幡町、揚水施設屋上
被害 : 死亡1
事故概要 : 愛知県のスカイダイビングクラブの仲間15人で、数人交代でヘリコプターからスカイダイビングの練習をしていた。午後4時過ぎに高度3,200mの上空から仲間3人と降下した際、そのうちの一人の男性のパラシュートが開かないまま落下。揚水施設屋上のコンクリートに直撃して死亡。

## 2000年代
2000年5月1日 - 日本
場所 : 栃木県藤岡町、渡良瀬遊水地
被害 : 死亡1
事故概要 : 午前10時ごろ、ヘリコプターより高度約4,000mから降下。メインのパラシュートが開かず、予備のパラシュートを開傘し、そのまま降下を続ける。しかし高度300m付近でバランスを崩し、落下。全身を強く打ち、病院に搬送されたが死亡。
2000年5月25日 - フィリピン
場所 : リサール州アンティポロ
被害 : 死亡1
事故概要 : ダバオからマニラへ向かっていたフィリピン航空812便が営利目的のハイジャッカーによりハイジャックされる。犯人は乗客から金品を奪った後、旅客機内の減圧を要求し、自分で作ったパラシュートをつかってダイビング。事件の3日後、犯人の死体が発見された。
2001年5月4日 - 日本
場所 : 埼玉県桶川市、ホンダエアポート
被害 : 重傷2
事故概要 : ホンダエアポートで開かれていた「第15回フォーメーションスカイダイビング日本選手権2001」に参加していた2名の女性が、高度3,200mから降下した。2人のパラシュートは正常に開傘したが、高さ15mのところで絡まり、そのまま地面に墜落した。2人は腰の骨を折るなど、ともに重傷。
2003年6月5日 - ドイツ
場所 :
被害 : 死亡1
事故概要 : ドイツのコール内閣で教育科学相、経済相、副首相を歴任したユルゲン・メレマンがスカイダイビング中に、自らの手でメインパラシュートを切り離し、地面に激突死亡。事故と自殺の両面から事故調査が行われたが、真相は不明。
2004年1月11日  - 日本
場所 : 埼玉県川島町、荒川河川敷
被害 : 死亡2
事故概要 : 日本国内で初めての体験スカイダイビング（タンデムジャンプ）での死亡事故。メインおよび予備のパラシュートが開かず墜落。
外部資料 : “dropzone.com”. 2014年9月21日閲覧。
2004年8月10日  - アメリカ
場所 : グアム島
被害 : 死亡2
事故概要 : 体験ダイビングに参加した日本人が現地のインストラクターとともにタンデムジャンプで降下。メインのパラシュートが開かず、予備のパラシュートと減速用小型パラシュートのドローグが絡まり、減速せず。墜落し2名とも死亡。
事故詳細 : 事故の類似性が指摘された埼玉川島町体験スカイダイビング墜落事故を参照
外部資料 : “dropzone.com”. 2014年9月21日閲覧。
2006年1月6日  - アメリカ
場所 : オアフ島
被害 : 死亡2
事故概要 : 体験ダイビングに参加した日本人が現地のインストラクターとともにタンデムジャンプで降下。パラシュートは正常に開いたが、着地点から流され、海岸から300mの沖に落下。波が荒く、パラシュートやロープに体が絡まった状態となり、2名とも水死した。
外部資料 : “dropzone.com”. 2014年9月21日閲覧。
2006年7月2日 - 日本
場所 : 東京都、赤坂御用地
被害 : なし
事故概要 : 第26回全国高等学校クイズ選手権の関東予選のテレビ番組収録で、オリエンタルラジオの中田敦彦とインストラクターがタンデムジャンプでクイズの正解を示すために神宮球場に降下する予定だった。しかし本番で予想外の突風が吹き流された。インストラクターが空き地を探して降下したところ、神宮球場から約1.1km離れた赤坂御用地の鮫が橋門近くの広場に着地した。日本テレビ広報部は「事前にテスト降下し成功していた。本番でも風の状況でも問題がないと判断した」とコメント。降下後、2名は皇宮警察から厳重注意を受けたあと解放された。
2007年10月6日 - 日本
場所 : 栃木県藤岡町、渡良瀬遊水地
被害 : 死亡1
事故概要 : この日、スカイダイビングのサークル30人で、午前9時からヘリコプターを使ったスカイダイビングを行っていた。午後4時35分ごろ、この日3回目の降下を行った際、パラシュートの操作を誤り、速度が落ちきらないまま地面に激突。事故者は約7時間後に死亡。
2008年11月23日 - 日本
場所 : 埼玉県桶川市
被害 : 重体1
仲間18人と軽飛行機に乗り込み、一人で降下を始めた男性が墜落して頭を打つなどの重体となる事故が起きた。上空3,800mから降下をはじめ、パラシュートは正常に開傘した。しかし、地表近くで旋回し始め、体をたたきつけられた。

## 2010年代
2011年7月10日 - 日本
場所 : 埼玉県川島町、ホンダエアポート上空
被害 : 軽傷1
事故概要 スカイダイビングのために飛行していたセスナ機からスカイダイバー18名が降下を始めたが、そのうちの1名の両脚が同機の左側水平安定板と接触した。当該のスカイダイバーは軽傷、セスナ機は中破した。
外部資料 : “航空事故調査報告書 AA2012-5” (PDF).   運輸安全委員会 (2011年6月29日). 2014年9月21日閲覧。
2012年7月9日 - ブラジル
場所 :
被害 : 死亡1、重傷2
事故概要 : タンデムジャンプの様子を撮影しようとしたスカイダイバーが搭乗していたセスナの翼に激突。押し出される形で、タンデムジャンプをしていた2名にも空中で接触した。パラシュートが自動的に開き着地したが、搬送先の病院で死亡が確認された。タンデムジャンプをして、死亡者に空中で接触した2名も骨折。スカイダイバーらが降下した直後にセスナが急降下したためと考えられる。
外部資料 : “dropzone.com”. 2014年9月21日閲覧。
2013年9月22日 - 日本
場所 : 埼玉県桶川市、荒川河川敷
被害 : 死亡1
事故概要 : この日4回目のジャンプ。午後4時45分にセスナ機から高度約1,500mから降下。高度約1,200mでパラシュートを開く。ここまで問題なく降下を続けていたが、地表近くで急激な旋回を実施。パラシュートのスピードがでたまま着地。全身を強打した。このとき呼吸はあったが病院搬送後に死亡。
外部資料 : “落下傘降下事故報告書” (PDF).   東京スカイダイビングクラブ (2013年9月23日). 2014年9月21日閲覧。
2017年6月11日 - 日本
場所 : 埼玉県桶川市、荒川河川敷
被害 : 死亡1
事故概要 : 午前10時20分頃、高度3,800mで飛行機から単独で降下。高度1,800mでパラシュートを開く。その後、うなだれたような状態になり、インストラクターの無線にも応答がないまま麦畑に不時着した。心肺停止状態で病院に搬送されたが、約4時間後に死亡が確認された。目立った外傷がなく、落下中に意識を失ったとみられることから、病死の可能性も含め死因を調査中。46歳男性のスカイダイビングスクール生で、この日が3日目の降下でインストラクターの指導を受けていた。
外部資料 : “スカイダイビング後に男性死亡　落下中に失神か　埼玉”. 2017年6月13日閲覧。
2019年8月10日 - カナダ
場所 : カナダ・ケベック州
被害 : 重傷1
事故概要 : スカイダイビング経験のある女性が高度1500m以上から降下したものの、メインパラシュートに加え予備パラシュート2つも開かずに1500m下の森林地帯に落下。脊椎を含む複数の骨折はみられたものの奇跡的に一命をとりとめた。
外部資料 : “パラシュート開かず、1500m下の森に激突も助かる”.   CNN (2019年8月17日). 2019年8月17日閲覧。
2019年8月26日 - アメリカ合衆国
場所 : アメリカ合衆国・カリフォルニア州
被害 : 死亡1
事故概要 : 着地の際、走行中の大型トレーラーの屋根に衝突し、さらに道路の路肩に激突して死亡。
外部資料 : “スカイダイバー、着地でトラックなどに激突し即死　米加州”.   CNN (2019年9月28日). 2019年9月28日閲覧。